# Walter Fernando Pérez
Walter Fernando Pérez (San Justo, Província de Buenos Aires, 31 de gener de 1975) és un ciclista argentí especialista en el ciclisme en pista. Del seu palmarès destaca la medalla d'or als Jocs Olímpics de 2008 en la prova de Madison. També ha guanyat nombroses medalles als Campionats dels món de ciclisme en pista.

## Palmarès
- 1994
  - 1r als Campionats Panamericans en Persecució
  - 1r als Campionats Panamericans en Persecució per equips (amb Ángel Darío Colla, Edgardo Simón i Sergio Giovachini)
- 1999
  - 1r a la Doble Bragado
- 2003
  - 1r als Jocs Panamericans en Madison (amb Juan Curuchet)
  -  Campionat de l'Argentina en madison (amb Juan Curuchet)
- 2004
  -  Campió del Món en Madison amb Juan Curuchet
- 2005
  - 1r als Campionats Panamericans en Madison (amb Juan Curuchet)
- 2006
  - 1r als Jocs Sud-americans en Scratch
  - 1r als Jocs Sud-americans en Madison (amb Juan Curuchet)
  - 1r als Campionats Panamericans en Scratch
  - 1r als Campionats Panamericans en Madison (amb Juan Curuchet)
- 2007
  - 1r als Jocs Panamericans en Madison (amb Juan Curuchet)
  - 1r als Sis dies de Torí (amb Juan Curuchet)
  - Vencedor d'una etapa a la Doble Bragado
- 2008
  -  Medalla d'or als Jocs Olímpics de Pequín en Madison (amb Juan Curuchet)
- 2009
  - 1r als Sis dies de Cremona (amb Sebastián Donadío)
- 2010
  - Vencedor de 2 etapes a la Doble Bragado
- 2011
  - Vencedor d'una etapa a la Doble Bragado
- 2012
  - 1r als Campionats Panamericans en Òmnium
- 2013
  - 1r als Campionats Panamericans en Persecució per equips

### Resultats a laCopa del Món en pista
- 2003
  - 1r a Aguascalientes i Ciutat del Cap, en Madison
- 2004
  - 1r a Moscou i Sydney, en Madison
  - 1r a Moscou, en Scratch
- 2005-2006
  - 1r a Los Angeles, en Madison
  - 1r a Los Angeles, en Scratch